# Manfred Durzak

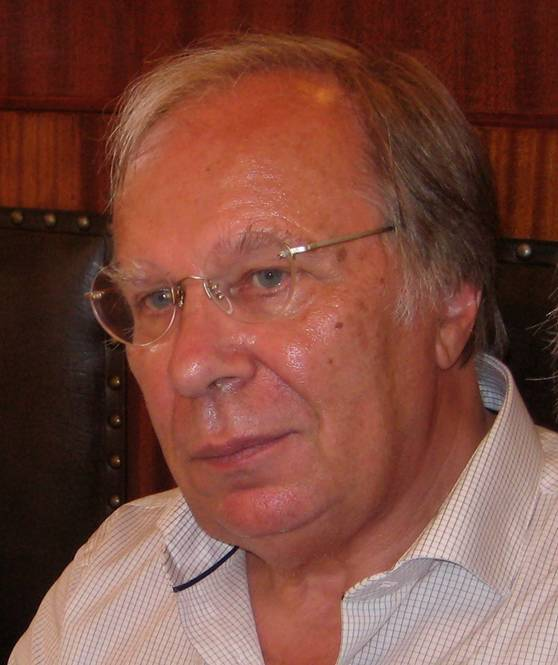
Manfred Durzak

Manfred Durzak (* 10. Dezember 1938 in Herzogenrath) ist ein deutscher Germanist und Literaturwissenschaftler.

## Leben
Durzak studierte Germanistik, Anglistik und Philosophie an der Rheinischen Friedrich-Wilhelms-Universität Bonn und der Freien Universität Berlin. Er wurde 1963 an der FU Berlin zum Dr. phil. promoviert. Danach war er Dozent, von 1964 bis 1965 an der Yale University, von 1966 bis 1969 an der Indiana University Bloomington, von 1969 bis 1972 an der Christian-Albrechts-Universität zu Kiel und von 1972 bis 1980 erneut an der Indiana University Bloomington (als Full Professor of German Literature). 1980 habilitierte er sich an der Universität Siegen. Im Anschluss war er Professor für Neuere deutsche Literatur an der Carl von Ossietzky Universität Oldenburg. 1984 wurde er Ordinarius an der Universität Paderborn. Er war Gastprofessor in Toronto und Montreal und erhielt mehrere Stipendien u. a. von der Friedrich-Ebert-Stiftung und der Ford Foundation. Er war seit 1992 als Gastprofessor mehrere Male in den USA und in Indien tätig, ferner in der Türkei und in Australien.
Im Zentrum von Durzaks Forschungsarbeit stand anfänglich die Beschäftigung mit der deutschen Literatur des 20. Jahrhunderts, vor allem der Exilliteratur. Auf Anregung von Peter Demetz war er einer der ersten, die den umfangreichen Nachlass des österreichischen Romanciers Hermann Broch in der Beinecke Rare Book and Manuscript Library der Yale University, erschlossen haben. Eine Reihe von Publikationen zeugen von dieser Beschäftigung, die später an seinen Schüler Paul Michael Lützeler überging, der bei ihm über Hermann Broch promovierte.
Die Ausweitung seines Forschungsinteresses ging in Richtung Literatur des 18. Jahrhunderts, Vergleichende Literaturwissenschaft, Medienliteratur und interkulturelle Literatur. Zentral wurde jedoch die Beschäftigung mit der deutschsprachigen Gegenwartsliteratur. Er hat in gewisser Weise literarische Feldforschung betrieben und sich in zahlreichen Werkstattgesprächen mit prominenten deutschsprachigen Autoren von Elias Canetti bis Heinrich Böll und Günter Grass mit der Produktionsästhetik dieser Autoren auseinandergesetzt. Manche dieser Gespräche sind in drei Buchveröffentlichungen dokumentiert.

## Schriften (Auswahl)

### Monografien
- Hermann Broch in Selbstzeugnissen und Bilddokumenten. Rowohlt, Reinbek bei Hamburg 1966.
- Hermann Broch. Der Dichter und seine Zeit. Kohlhammer, Stuttgart 1968.
- Der junge Stefan George. Kunsttheorie und Dichtung. Fink, München 1968.
- Der deutsche Roman der Gegenwart. Kohlhammer, Stuttgart 1971; 3., erweiterte und veränderte Auflage 1979, ISBN 3-17-004728-0.
- Dürrenmatt, Frisch, Weiss. Deutsches Drama der Gegenwart zwischen Kritik und Utopie. Reclam, Stuttgart 1972; 2. Auflage 1973, ISBN 3-15-010201-4.
- Zwischen Symbolismus und Expressionismus. Stefan George. Kohlhammer, Stuttgart 1974, ISBN 3-17-001995-3.
- Gespräche über den Roman. Mit Joseph Breitbach, Elias Canetti, Heinrich Böll, Siegfried Lenz, Hermann Lenz, Wolfgang Hildesheimer, Peter Handke, Hans Erich Nossack, Uwe Johnson, Walter Höllerer. Formbestimmungen und Analysen. Suhrkamp, Frankfurt am Main 1976, ISBN 3-518-06818-0.
- Hermann Broch. Dichtung und Erkenntnis. Studien zum dichterischen Werk. Kohlhammer, Stuttgart 1978. ISBN 3-17-004463-X.
- Das expressionistische Drama I. Carl Sternheim, Georg Kaiser. Nymphenburg, München 1978, ISBN 3-485-03078-3.
- Das expressionistische Drama II. Ernst Barlach, Ernst Toller, Fritz von Unruh. Nymphenburg, München 1979, ISBN 3-485-03081-3.
- Das Amerika-Bild in der deutschen Gegenwartsliteratur. Historische Voraussetzungen und aktuelle Beispiele. Kohlhammer, Stuttgart 1979, ISBN 3-17-004871-6.
- Die deutsche Kurzgeschichte der Gegenwart. Autorenporträts, Werkstattgespräche [mit Wolfgang Weyrauch, Stephan Hermlin, Wolfdietrich Schnurre, Hans Bender, Gabriele Wohmann], Interpretationen. Reclam, Stuttgart 1980, ISBN 3-15-010293-6; 3., erweiterte Auflage. Königshausen & Neumann, Würzburg 2002, ISBN 3-8260-2074-X.
- Peter Handke und die deutsche Gegenwartsliteratur. Narziss auf Abwegen. Kohlhammer, Stuttgart 1982, ISBN 3-17-001541-9.
- Zu Gotthold Ephraim Lessing, Poesie im bürgerlichen Zeitalter. Klett, Stuttgart 1984, ISBN 3-12-398300-5.
- Die Kunst der Kurzgeschichte. Zur Theorie und Geschichte der deutschen Kurzgeschichte. Fink, München 1989, ISBN 3-7705-2559-0.
- Literatur auf dem Bildschirm. Analysen und Gespräche mit Leopold Ahlsen, Rainer Erler, Dieter Forte, Walter Kempowski, Heinar Kipphardt, Wolfdietrich Schnurre und Dieter Wellershoff. Niemeyer, Tübingen 1989, ISBN 3-484-34028-2.
- Kleist und Hebbel. Zwei Einzelgänger der deutschen Literatur. Königshausen & Neumann, Würzburg 2004, ISBN 3-8260-2740-X.
- Literatur im interkulturellen Kontext. Königshausen & Neumann, Würzburg 2013, ISBN 978-3-8260-5265-1.

### Herausgeberschaften
- Die deutsche Literatur der Gegenwart. Aspekte und Tendenzen. Reclam, Stuttgart 1971; 3., erweiterte Auflage 1976, ISBN 3-15-010198-0.
- Hermann Broch. Perspektiven der Forschung. Fink, München 1972, DNB 730277291.
- Die deutsche Exilliteratur. 1933–1945. Reclam, Stuttgart 1973, ISBN 3-15-010225-1.
- Deutsche Gegenwartsliteratur. Ausgangspositionen und aktuelle Entwicklungen.  Reclam, Stuttgart 1981, ISBN 3-15-010300-2.
- mit Hartmut Steinecke: Dieter Wellershoff. Studien zu seinem Werk. Kiepenheuer & Witsch, Köln 1990, ISBN 3-462-02049-8.
- Zu Carl Sternheim (= LGW-Interpretationen, Band 58). Klett, Stuttgart 1982, ISBN 3-12-397300-X.
- Zu Elias Canetti (= LGW-Interpretationen, Band 63). Klett, Stuttgart 1983, ISBN 3-12-397800-1.
- Zu Günter Grass. Geschichte auf dem poetischen Prüfstand (= LGW-Interpretationen, Band 68). Klett, Stuttgart 1985, ISBN 3-12-398400-1.
- mit Hartmut Steinecke: Zwischen Freund Hein und Freund Heine. Peter Rühmkorf. Studien zu seinem Werk.  Rowohlt, Reinbek bei Hamburg 1989, ISBN 3-498-01279-7.
- mit Hartmut Steinecke: Günter Kunert. Beiträge zu seinem Werk. Hanser, München 1992. ISBN 3-446-16122-8.
- Erzählte Zeit. 50 deutsche Kurzgeschichten der Gegenwart (= Reclams Universal-Bibliothek, Nr. 9996). Reclam, Stuttgart 1994, ISBN 3-15-009996-X, erste Auflage Reclam 1980, ISBN 978-3-15-009996-4.
- mit Hartmut Steinecke: Hanns-Josef Ortheil. Im Innern seiner Texte. Studien zu seinem Werk. Piper, München u. a. 1995, ISBN 3-492-12037-7 (= Piper, Band 2037).
- mit Hartmut Steinecke: Die Archäologie der Wünsche. Studien zum Werk von Uwe Timm. Kiepenheuer & Witsch, Köln 1995, ISBN 3-462-02408-6.
- mit Keith Bullivant und Werner Jung: Dieter Wellershoff Werke in neun Bänden, Köln: Kiepenheuer & Witsch 1996–2011
- mit Hartmut Steinecke: F. C. Delius. Studien über sein literarisches Werk. Stauffenburg, Tübingen 1997, ISBN 3-86057-143-5.
- Der Dramatiker und Erzähler Hartmut Lange. Königshausen & Neumann, Würzburg 2003, ISBN 3-8260-2405-2.
- mit Nilüfer Kuruyazıcı: Interkulturelle Begegnungen. Festschrift für Şara Sayin. Königshausen & Neumann, Würzburg 2004, ISBN 3-8260-2899-6.
- mit Nilüfer Kuruyazıcı: Die andere deutsche Literatur. Istanbuler Vorträge.  Königshausen & Neumann, Würzburg 2004, ISBN 3-8260-2839-2.
- Bilder Indiens in der deutschen Literatur. Lang, Frankfurt am Main 2011, ISBN 978-3-631-61437-2 (= Mäander, Band 10).